# Йован Раїч
Йован Раїч (серб. Јован Рајић; 1726 — †1801, Ковіль, Сербія) — відомий сербський поет, історик, педагог.
Родом з Воєводини, вчився у Сремських Карловцях, потім у Києві. 
Здобув початкову освіту в Карловацькій гімназії, а згодом вирушив пішки до Києва, охоплений жагою до знань. У 1753-1756 роках навчався у Києво-Могилянська академія, після чого провів рік у Москві.
У 1772 році Йован Раїч прийняв чернечий сан і незабаром став архімандритом Ковильського монастиря. 
Він був представником слов'яно-сербської школи, більшість його творів написано слов'яно-сербською мовою, яка поєднувала церковнослов'янську та сербську.
Найвідомішою працею Раїча є "Історія різних слов'янських народів, передусім болгар, хорватів та сербів, витягнута зі світу історичного забуття, створена Іоанном Раїчем, архімандритом Свято-Архангельського монастиря Ковиль". Цей масштабний твір південнослов'янської історіографії був завершений близько 1768 року, але опублікований вперше у 1794 році після численних авторських правок та редагувань.
Йован Раїч відіграв визначну роль у сербському національному відродженні як поет, громадський діяч та історик. Його "Історія" вважається одним з найважливіших історичних творів, присвячених південнослов'янським народам. 
Йован Раїч помер у 1801 році. Похований у Ковильському монастирі.